# گلزار کلای
گلزار کلای (به لاتین: Golzar Kalay) یک منطقهٔ مسکونی در افغانستان است که در ولایت زابل واقع شده‌است. گلزار کلای ۲٬۴۵۱ متر بالاتر از سطح دریا واقع شده‌است.